# در کون و فساد

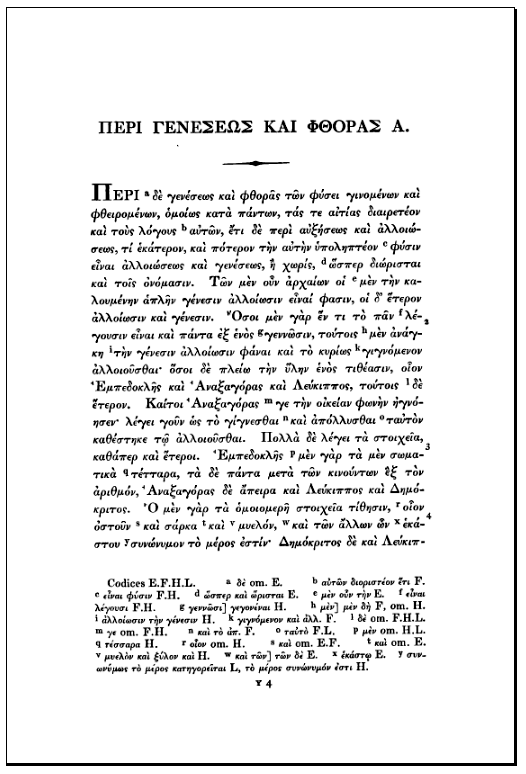
صفحه نخستین از رساله "در کون و فساد" به‌تصحیح ایمانوئل بکر در ۱۸۳۷

در کون و فساد (به یونانی: On Generation and Corruption- Περὶ γενέσεως καὶ φθορᾶς)رساله‌ای فلسفی از ارسطو است.
ارسطو در این کتاب به بررسی هست شدن اشیاء پیشتر ناموجود (کون) و نیست شدن اشیاء پیشتر موجود (فساد) می‌پردازد. ارسطو در فرق بین کون و استحاله بحث می‌کند و آراء فیلسوفان دیگر را شرح می‌دهد و نقد می‌کند. همچنین در این کتاب از علل اربعه و عناصر اربعه سخن می‌رود. همچنین ارسطو در این کتاب نظریه وجود جزء لایتجزا یا اتم را رد می‌کند.
این کتاب را اسماعیل سعادت به فارسی ترجمه کرده‌است و در سال ۱۳۷۷ توسط مرکز نشر دانشگاهی منتشر شده‌است.